# Bremer Mädchenkantorei
Zur Förderung des musikalischen Nachwuchses gibt es am Bremer Dom seit September 2012 die Mädchenkantorei am Bremer Dom. Sie arbeitet u. a. mit dem Domchor zusammen und fördert die musikalische Ausbildung von Mädchen ab einem Alter von vier Jahren.
Zur Mädchenkantorei gehören zwei Vorchöre für die Altersstufen 4–5 und 5–6 Jahre, drei Mädchenchöre ab 1./2., 2./3. und 4./5. Klasse sowie ein Jugendchor ab 6. Klasse und ein Konzertchor ab 9. Klasse.
Die Leitung hat Markus Kaiser.
Neben der Mädchenkantorei findet am Bremer Dom unter der Leitung von Kathrin Bratschke auch musikalische Früherziehung für Kinder ab 18 Monaten statt.